# Скумпия
Ску́мпия (лат. Cotinus) — род листопадных растений, кустарников или деревьев семейства Сумаховые. Ареал рода — умеренные регионы Евразии, восток Северной Америки. Скумпию выращивают как садовое декоративное растение, а также как сырьё для получения жёлтой краски.

## Биологическое описание
Представители рода — листопадные растения; кустарники, вырастающие до 2—5 м, или невысокие деревья высотой до 12 м.
Листья простые, очерёдные, цельные, сизоватые.
Цветки мелкие, желтовато-беловатые или зеленоватые, обоеполые и тычиночные, в рыхлых конечных метёлках с многочисленными недоразвитыми цветками на удлинённых цветоножках, покрытых длинными оттопыренными красноватыми или зеленоватыми волосками. Осенью эти цветоножки разрастаются, придавая растению декоративный вид.

## Виды
По информации базы данных The Plant List (2013), род включает 7 видов:
- Cotinus carranzae Rzed. & Calderón
- Cotinus chiangii (D.A.Young) Rzed. & Calderón
- Cotinus coggygria Scop. (1771) typus — Скумпия кожевенная, или Скумпия обыкновенная, или Желтинник, или Париковое дерево, растёт в Южной Европе, на Кавказе, в Южной Азии (от Малой Азии до Китая). Скумпия кожевенная встречается на сухих, часто каменистых и меловых склонах среди кустарников, в сосновых и дубовых лесах.
- Cotinus kanaka (R.N.De) D.Chandra
- Cotinus nanus W.W.Sm.
- Cotinus obovatus Raf. (1840) — Скумпия обратнояйцевидная, или Скумпия американская. Вид из юго-восточной части США; [syn. Cotinus americanus Nutt.]
- Cotinus szechuanensis Pénzes

## Использование
Скумпию разводят как декоративное растение в защитных полосах и для получения из её листьев танинов и их производных, употребляемых в химической и текстильной промышленности. Листья используют для дубления кож. Зеленовато-желтоватая древесина (так называемый фустик) идёт на поделки; из скумпии получают краситель физетин для окраски шерсти, шёлка, дерева и кож в жёлтые и оранжевые тона.